# Telefonia mobile

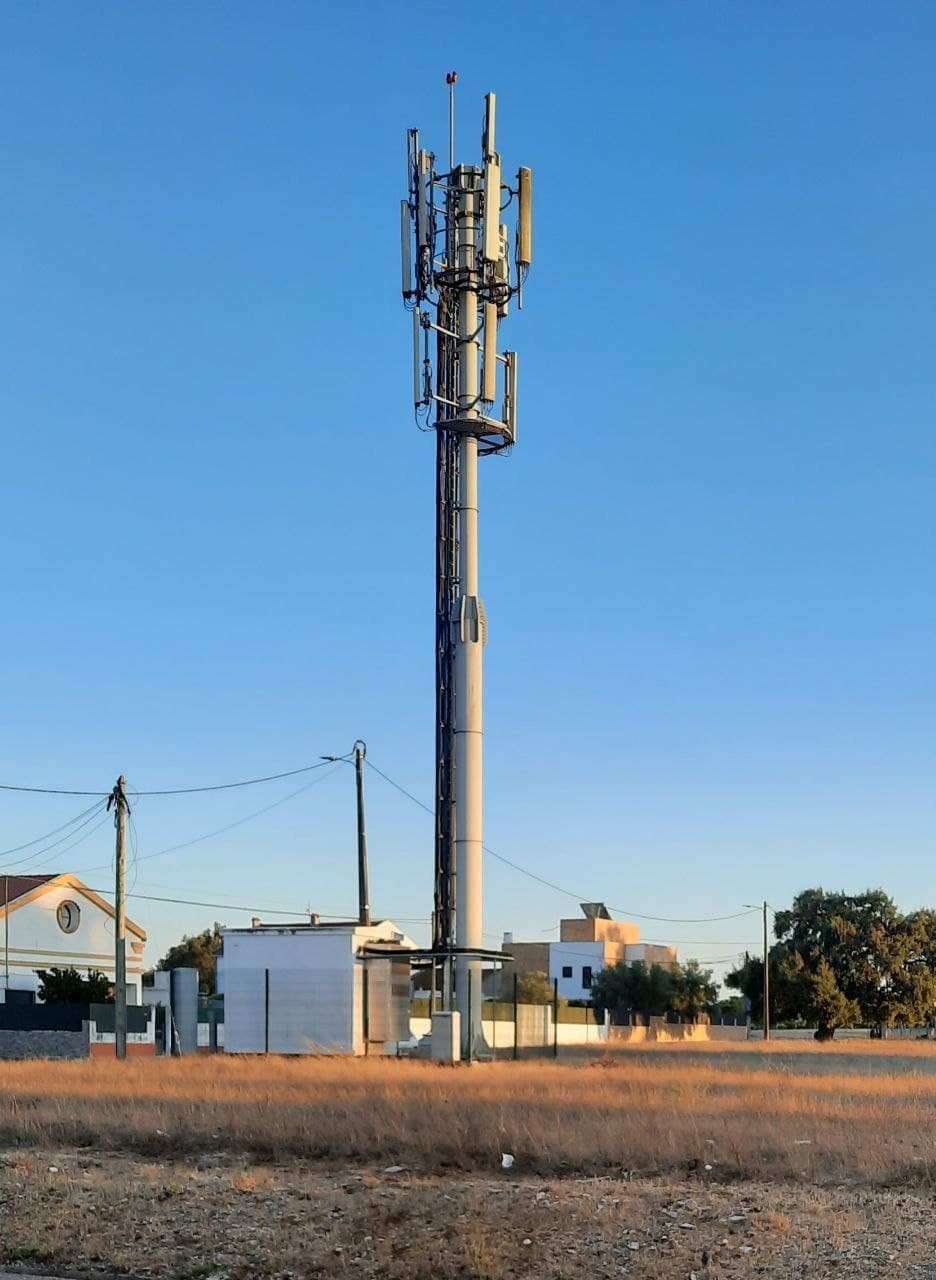
Stazione ricetrasmittente per la telefonia mobile

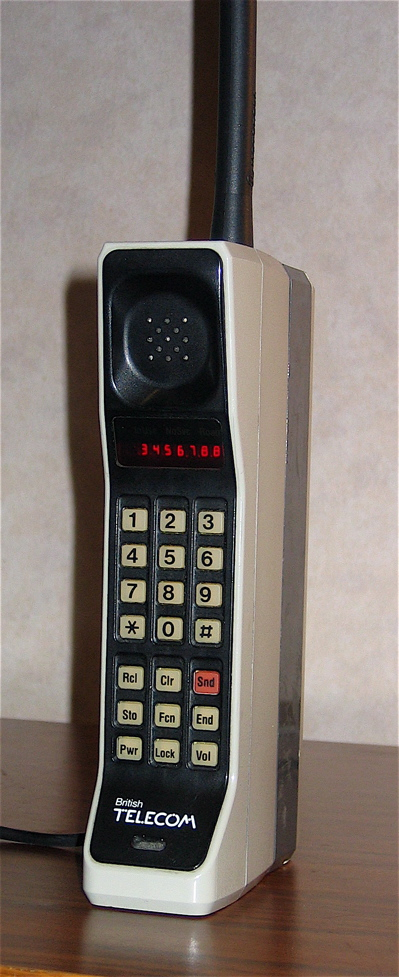
Motorola DynaTAC 8000X, un precoce telefono mobile

La telefonia mobile è un tipo di accesso a una rete telefonica, in particolare destinato all'utente finale. L'accesso alla rete telefonica inoltre è di tipo privato (la telefonia mobile si contrappone quindi alla telefonia pubblica), cioè di proprietà dell'utente finale o ad esso riservato dal proprietario dell'accesso o da chi lo ha in gestione, e realizzato per mezzo di onde radio.
La telefonia mobile, utilizzando onde radio sotto forma di una radiocomunicazione, è in grado di servire intere aree geografiche in modo continuo con il vantaggio della mobilità dell'utente contrapponendosi quindi alla telefonia fissa in grado di servire solo punti geografici fissi, vincolo solo in parte ovviato dall'utilizzo di apparecchi telefonici cordless.

## Tipi di telefonia mobile
La telefonia mobile si distingue nelle seguenti due tipologie:
- telefonia cellulare
- telefonia satellitare

Con "telefonia cellulare" s'intende l'accesso a una rete telefonica attraverso ricetrasmettitori terrestri di onde radio, cioè ubicati sulla superficie terrestre; mentre "telefonia satellitare" designa l'accesso a una rete telefonica attraverso ricetrasmettitori satellitari di onde radio ossia ubicati su satelliti per telecomunicazioni.  

## Apparecchi telefonici per l'utente finale
Gli apparecchi telefonici per l'utente finale utilizzati nella telefonia mobile sono di norma terminali mobili e alimentati a batterie proprio per poter sfruttare la completa mobilità offerta dalla telefonia mobile. In particolare possono essere di tipo palmare (destinati ad essere trasportati dall'utente) o di tipo veicolare (destinati all'installazione fissa su veicoli).
Esclusivamente nella telefonia cellulare, negli ultimi anni si sono diffusi comunque anche apparecchi telefonici non destinati all'uso in mobilità. Tali tipi di apparecchi telefonici sono alimentati attraverso la rete elettrica e sono destinati quindi ad essere utilizzati all'interno di edifici. La diffusione di questa tipologia di apparecchi telefonici è finalizzata a favorire l'utilizzo della telefonia cellulare in sostituzione della telefonia fissa.

## Effetti sulla salute umana
Gli effetti sulla salute umana derivanti dall'esposizione alle onde elettromagnetiche degli apparecchi di telefonia mobile sono stati oggetto di numerose ricerche. 
Un importante studio condotto nell'ambito del progetto Interphone, avviato nel 2000 e concluso nel 2010, ha esaminato l'associazione tra l'uso dei telefoni cellulari e l'insorgenza di tumori al cervello.
Le conclusioni dello studio hanno indicato che nel complesso non è stato possibile dimostrare un aumento significativo nell'incidenza di tumori cerebrali correlato all'uso dei telefoni cellulari. Tuttavia, si è sottolineata la necessità di ulteriori indagini per valutare gli effetti a lungo termine dell'utilizzo prolungato dei dispositivi mobili.
Nonostante l'esito del progetto Interphone non abbia fornito prove definitive sulla pericolosità delle onde elettromagnetiche dei cellulari, l'AIRC (Associazione Italiana per la Ricerca sul Cancro), parte dell'OMS (Organizzazione mondiale della sanità), ha classificato i campi elettromagnetici a radiofrequenza nel gruppo 2B, "possibilmente cancerogeni per l'uomo". Questa decisione si basa sulle limitate evidenze di associazione tra l'esposizione ai campi elettromagnetici emessi dai telefoni cellulari e l'insorgenza di alcuni tipi di tumori, come i gliomi e i neurinomi acustici, sia nell'uomo che negli animali da esperimento.

### Riferimenti normativi
- Artt. 7, 7-bis del Decreto-legge 27 luglio 2005, n. 144 - Misure urgenti per il contrasto del terrorismo internazionale
- Delibera n. 173/07/CONS, regolamento delle procedure di risoluzione delle controversie tra operatori di comunicazioni elettroniche ed utenti